# IHHヘルスケア
IHHヘルスケア（IHH Healthcare Berhad）は、マレーシアに本部を置くアジアで最大の民間医療企業であり、マレーシア証券取引所およびシンガポール証券取引所に上場している。
IHHはアジアで最大の病院経営者であり、クアラルンプールのInternational Medical Universityを経営しており、トルコ最大の民間医療企業Acıbadem Healthcare GroupやParkway Pantai社を所有している。IHHはシンガポール、ブルネイ、中国、香港、マケドニア、マレーシア、インド、イラク、トルコ、ベトナム、UAEにおいて民間病院を運営し、25,000以上を雇用している。
IHHの大株主はマレーシア政府系投資機関、三井物産、米国シティグループである。